# Fernando Zóbel de Ayala
Fernando Zóbel de Ayala (Manilla, 27 augustus 1924 - Rome, 2 juni 1984) was een Filipijns kunstschilder en kunstverzamelaar.

## Biografie
Fernando Zóbel de Ayala werd geboren op 27 augustus 1924 in het district Ermita in de Filipijnse hoofdstad Manilla. Zijn ouders waren Enrique Zóbel de Ayala en Fermina Montojo. Na het voltooien van het De La Salle College, studeerde hij aan de University of Santo Tomas. In 1942 was hij een groot deel van het jaar aan bed gekluisterd door een rugprobleem. In die periode ontwikkelde hij zijn tekenkunsten. Na het voltooien van deze studie vertrok hij naar de Verenigde Staten waar hij geschiedenis en literatuur studeerde aan Harvard University. In 1949 rondde hij zijn studie magna cum laude af.
In 1951 keerde Zóbel terug naar de Filipijnen. Hij werkte negen jaar lang in het familiebedrijf Ayala Corporation. Naast zijn werk was een groot deel van zijn tijd bezig met kunst. Voorbeelden van schilderijen die hij in deze periode maakte zijn 'Carroza' en 'Bodegon Antillano'. Ook verzamelde, schreef en gaf hij les over kunst. In 1954 publiceerde hij een boek over Spaanse elementen in Filipijnse kunst, genaamd 'Sketchbooks'. In datzelfde jaar studeerde hij kort aan de Rhode Island School of Design. Een expositie van de schilder Mark Rothko inspireerde hem en veranderde de stijl van zijn eigen werk van figuratief naar modern. Terug in de Filipijnen schilderde hij zijn Saetas-serie. Voor deze serie schilderijen, vernoemd naar een Spaans religieus lied dat gezongen wordt tijdens de Semana Santa, gebruikte hij een techniek waarbij hij met injectienaalden verf injecteerde om lange rechte lijnen te kunnen maken.
Eind jaren vijftig vertrok hij weer naar Spanje waar hij zijn 'Negra'-serie schilderde. Met behulp van alleen zwart en wit probeerde hij ruimtelijke effecten en beweging te vangen. Begin jaren zestig vestigde hij zich definitief in Spanje. In 1963 schreef hij het boek 'Philippine Religious Imagery'. Ook begon hij dat jaar een museum voor moderne kunst in de Spaanse plaats Cuenca. In 1966 werd het Museo de Arte Abstracto Español formeel geopend. Zóbel was tevens de drijvende kracht achter de oprichting van het Ayala Museum in 1967 in Makati in de Filipijnen. Na zijn Negra-serie schilderde hij een reeks schilderijen met rechthoekige ramen als openingen in de schilderijen. Een voorbeeld daarvan is 'Lepidoptera:Noche de Verano' (1969).
In de jaren 70 exposeerde hij zijn werk in grote steden als New York, Madrid en Parijs. Ook werd hij in 1975 benoemd als een adviescommissie van Harvard voor de aankopen van zeldzame boeken en manuscripten voor Harvard.
In 1980 kreeg Zóbel een beroerte. Vier jaar later overleed hij in de Italiaanse hoofdstad Rome op 59-jarige leeftijd aan de gevolgen van een hartaanval. Hij werd in 2006 postuum onderscheiden door president Gloria Macapagal-Arroyo met een Presidential Medal of Merit. Op 24 mei 2008 werd zijn werk 'Noche Clara' bij een veiling van Zuidoost-Aziatische kunst door veilinghuis Christie's in Hongkong verkocht voor PHP 6.000.000. Het was daarmee het duurste Filipijnse kunstwerk van die veiling.